# Рендольф Картер
Рендольф Картер (англ. Randolph Carter) — вигаданий  Говардом Лавкрафтом персонаж  Міфів Ктулху і  Циклу Снів. Згідно творів письменника, Картер був досвідченим сноходцем і вільно переміщався по Країні Снів, відвідав Невідомий Кадат, а також був досвідченим  окультистом і письменником-фантастом.
Картер є одним з п'яти персонажів (іншим є Абдул Альхазред, третій Річард Пікман, четвертий Барзана Мудрий, п'ятий Аталь), що згадуються в двох і більш оповіданнях. У фільмах «Неназиване» і «Неназиване 2», знятих на основі деяких оповідань Лавкрафта, фігурує Рендольф Картер, якого в обох фільмах зіграв Марк Кінсі Стефенсон. Проте образ Картера в фільмах не має нічого спільного з Лавкрафтівським Картером.

## Біографія
Рендольф Картер народився в 1874 році в Аркхемі, штат Массачусетс. У віці 9 років у нього був виявлений дар провидіння. Також він починає занурюватися в дивні сни, в яких подорожує по Країні Снів. Фактично це стало його справжнім життям, а реальність цікавила все менше. У 1904 році, після втрати «Срібного ключа», він починає шукати свою духовну нішу в реальному житті, однак і в релігії, і в атеїзмі, і в окультизмі він бачить лише брехню і порожнечу. З початком Першої світової війни він вступає до лав Французького Іноземного легіону і воює у Франції. Після її закінчення він знову повертається до літератури, і пише кілька романів, деякі з яких, втім, були спалені ним самим. Незабаром він знайомиться з Гарлі Ворреном, разом з яким веде дослідження в сфері загадкового протягом семи років. Однак пізніше Воррен безслідно зник в старому склепі, а Картер був спійманий поліцією («Свідчення Рендольфа Картера»).

## Твори, в яких фігурує персонаж

### Оповідання Говарда Лавкрафта
- Свідчення Рендольфа Картера (1919)
- Неназиване (1923)
- Срібний ключ (1926)
- Сновидні пошуки незвіданого Кадата (1926-1927)
- Випадок Чарльза Декстера Варда (1927, згадується побіжно)
- Крізь браму срібного ключа (1932-1933)
- З еонів (1933)

### Кінофільми
- Неназиване
- Неназиване 2 (1993)
- Поза розумом (1998)